# Atahensic
Atahensic (Ataensic; Sky Woman; Baka Mjesec, žena koja je pala s neba), Nebeska žena je irokeška boginja majka, koja je sišla na zemlju propadajući kroz rupu na nebu. Bila je nebesko biće koje je izbačeno s neba zbog kršenja tabua ili zbog izdaje svog ljubomornog muža; vodene ptice odnijele su je do mora i postavile na leđa kornjače, koja je postala njezin dom (Otok kornjača). Sky Woman je ili baka ili majka (ovisno o verziji) heroja kulture blizanaca Sky-Holder (Taronhiawagon) i Flint (Tawiscara), ponekad poznat kao Dobri duh i Loši duh.
Mitovi o Sky Woman jako se razlikuju od zajednice do zajednice. U nekim irokeškim mitovima Nebeska žena je sporedni lik koji umire pri porodu odmah po dolasku na zemlju, dok je u drugima ona središnji lik cijele sage o stvaranju. U nekim mitovima Nebeska žena je majka blizanaca, ali češće je majka kćeri, Tekawerahkwa ili Dah vjetra, koja zauzvrat rađa blizance. U nekim irokeškim tradicijama blizanci predstavljaju dobro i zlo, dok u drugima niti jedan blizanac nije zao, ali Flint predstavlja uništenje, smrt, noć i zimu a Nebeski nositelj, život, dan i ljeto. U mnogim verzijama mita Sky Woman je favorizirala Flinta, obično zato što ju je Flint prevario da misli da je Sky-Holder ubio Tekawerahkwa, ali ponekad zato što sama Sky-Women nije odobravala ljudske kreacije Sky-Holdera i njihove postupke. U drugim verzijama Sky Woman je jednako podržavala oba svoja unuka, izjavljujući da na svijetu moraju postojati i život i smrt. Nebesku ženu mnogi Irokezi povezuju s mjesecom. U nekim tradicijama, Sky Woman se pretvarala u mjesec; u drugima je Sky-Holder nakon njezine smrti pretvorio njezino tijelo u sunce, mjesec i zvijezde; au trećima je sama Nebeska žena stvorila sunce, mjesec i zvijezde.
Nebeska žena ima mnogo različitih imena u irokeškoj mitologiji. Samo ime "Nebeska žena" je naslov, a ne njezino ime - ona je Nebeska žena jer je jedna od Nebeskih ljudi, Karionake. Njezino vlastito ime različito se navodi kao Ataensic (huronsko ime vjerojatno znači "drevno tijelo") Iagentci (ime Seneca koje znači "drevna žena") Iotsitsisonh ili Atsi'tsiaka:ion (mohawk imena koja znače "plodni cvijet" i "zrela cvijet), Awenhai (ime Cayuga i Seneca također znači "zreli cvijet") i Aentsik (vjerojatno irokeška posuđenica od Hurona.) Ponekad se naziva i Baka ili Baka Mjesec.
Ostale varijante imena: Ata-en-sic, Ataentsic, Atahensic, Ataensiq, Aataentsic, Athensic, Ataensie, Eataentsic, Eyatahentsik, Iaataientsik, Yatahentshi; Iotsitsisonh, Iotsitsisen, Iottsitison, Iottsitíson, Atsi'tsiaka:ion, Atsi'tsiakaion, Ajinjagaayonh; Iagen'tci, Iagentci, Eagentci, Yekëhtsi, Yagentci; Awenhai, Awenha'i, Awenha:ih; Wa'tewatsitsiané:kare; Aientsik, Aentsik.